# Arlonais (dialecte)
L'arlonais (Arelerplatt en luxembourgeois) est un dialecte du luxembourgeois parlé dans le Pays d'Arlon (Arelerland) en Belgique, mais paraissant en danger au début du XXIe siècle.

## Histoire
L'Arelerplatt représente les parlers les plus occidentaux du luxembourgeois,,.
Il a été codifié de manière progressive au cours du XXe siècle. Peu écrit, la littérature en luxembourgeois arlonais existe pourtant dès le XIXe siècle avec par exemple une variante du Roman de Renart en 1872. C'est à la même période que sont traduits en Arelerplatt d'autres ouvrages importants comme la Déclaration des Droits de l'Homme ou encore le Manifeste du parti communiste de Karl Marx.
Une première grammaire de l'arlonais est rédigée en 1921 sous la plume d'Alfred Bertrang,. L'orthographe est réellement définie et alignée sur la norme luxembourgeoise en 1955 avec Précis de grammaire luxembourgeoise de Robert Bruch (bien qu'au Luxembourg, la standardisation officielle du luxembourgeois n'apparait pas avant les années 1970). Elle est suivie en 1986 par François Schanen de l'Université de Montpellier et son Grundzüge einer Syntax des Lëtzebuergeschen. En 1976, sous l'impulsion de Gaston Mathey est fondé Arelerland, a Sprooch, qui n'est autre que l'Association culturelle pour la sauvegarde de la langue et de la culture luxembourgeoise dans le pays d'Arlon.
Comme tous les dialectes de Belgique, il est en danger de disparition au XXIe siècle. La Belgique n'a par ailleurs jamais ratifié la Charte européenne des langues régionales ou minoritaires, il existe, par contre, un statut de langue régionale endogène sans usage officiel.